# وانغ كون (لاعبة كرة قدم)
وانغ كون (بالصينية: 王坤) هي لاعبة كرة قدم صينية، ولدت في 20 أكتوبر 1985.

## وصلات خارجية
- وانغ كون على موقع الاتحاد الدولي (مؤرشف)  (الإنجليزية)
- وانغ كون على موقع قاعدة بيانات كرة القدم.إي يو (الإنجليزية)
- وانغ كون على موقع أوليمبيديا (الإنجليزية)
- وانغ كون على موقع اللجنة الأولمبية الصينية (الإنجليزية)